# Greg Dulli
Greg Dulli (Hamilton, 11 maggio 1965) è un cantante, chitarrista e compositore statunitense, noto per essere il cantante del gruppo degli Afghan Whigs, nonché leader dei gruppi Twilight Singers e Gutter Twins.

## Biografia
Passa l'adolescenza nella sua città natale, Hamilton (Ohio). L'abuso di alcool durante una festa di Halloween nel 1986 provoca il suo arresto nella prigione di Cincinnati dove conosce un altro chitarrista come lui, Rick McCollum, e amante di band come The Replacements, Dinosaur Jr e Hüsker Dü.
Terminata la detenzione, nel 1986, i due decidono di continuare gli studi e si trasferiscono a Cincinnati dove, in università, conoscono un batterista, Steve Earle con il quale danno vita ad un gruppo rock chiamato Afghan Whigs. Al gruppo che mescola hardcore a soul e country si aggrega anche un fotografo-bassista, John Curley.
La band firma per la Sub-Pop e durante una decina di anni (1988-1998) pubblica una serie di dischi (Gentlemen e Black Love tra gli altri), generalmente acclamati dalla critica, ma che non riescono a far sfondare il gruppo oltre il suo status di cult-band.
Dulli nel 1996 ha collaborato come produttore alla colonna sonora del film Beautiful Girls di Ted Demme. 
Nel 1998 il tour americano di promozione del disco 1965 viene annullato per le intemperanze di Dulli che si frattura il cranio in una rissa. Dopo una breve convalescenza partecipa a More Oar - A Tribute To The Alexander Skip Spence Album cantando un brano. 
Dulli è attualmente chitarrista e cantante nei Twilight Singers e nei Gutter Twins (in compagnia di Mark Lanegan), progetti iniziati dal 2000. 
Nel 2001, dopo mesi di insistenti voci di un ritorno, gli Afghan Whigs si sciolgono e Dulli si dedica completamente al progetto Twilight Singers. Il gruppo nei suoi vari tour toccherà spesso e volentieri l'Italia, paese molto amato e frequentato da Dulli, che non ha origini italiane come il nome potrebbe far pensare, ma ha dei trascorsi nella Catania alternativa, popolata da quel rock cupo e malinconico di Steve Albini e Cesare Basile.
In Italia Greg Dulli ha anche dei forti legami di amicizia come quello con Manuel Agnelli e Giorgio Prette degli Afterhours, gruppo dal quale si farà accompagnare nei suoi tour statunitensi nel 2004.
Alla fine del 2005 Dulli ha collaborato con il gruppo italiano Afterhours, unendosi spesso alla loro formazione durante le esibizioni dal vivo e co-producendo con Manuel Agnelli l'album Ballate per piccole iene e la sua versione americana Ballads for Little Hyenas.
Nel 2006 Agnelli rende il favore suonando l'organo Hammond nelle date italiane di luglio dei Twilight Singers, Arezzo Wave e Bologna.
Dulli, fumatore incallito, ha la particolarità di farsi sempre fotografare con la sigaretta stretta tra i denti ed ha addirittura attaccato un posacenere alla sua asta per il microfono.
Per l'inizio del 2007 è stata comunicata la volontà di riformare gli Afghan Whigs.
Nel 2011 collabora al nuovo disco del gruppo belga (Di Anversa) dEUS, occupandosi della stesura ed esecuzione di due tracce dell'album Keep You Close.